# Garovaglia robusta
Garovaglia robusta là một loài Rêu trong họ Pterobryaceae. Loài này được (Hampe) Mitt. miêu tả khoa học đầu tiên năm 1882.